# Гладенко Тамара Вікторівна
Тама́ра Ві́кторівна Гладе́нко (13 травня 1917 року, Кременчук, Полтавська губернія, Російська імперія — 24 серпня 1991 року, Новгород, РРФСР, СРСР) — архітекторка-реставраторка.

## Життєпис
Народилася в місті Кременчук.
У 1930-х роках переїхала до міста Фрунзе (нині Бішкек). Закінчивши будівельний технікум, працювала в «Кирдержпроєкті». 1942 року стала членкинею Спілки архітекторів СРСР.
1946 року її чоловіка Василя Юхимовича Гревцева, фахівця з будівництва, направлено до Новгорода для відновлення міста. Разом із чоловіком поїхала Т. В. Гладенко. Спочатку працювала в «Новоблпроєкті», де займалася проєктуванням цивільних будівель.
1951 року Л. М. Шуляк (1896—1996) запросила її працювати в новгородській реставраційній майстерні.
Реставраторку Т. В. Гладенко вважали однією з провідних фахівців Новгородської майстерні. Усі її роботи виконані на високому професійному рівні, деякі вважають «класикою» і увійшли як приклади до багатьох видань із реставрації. Вона зібрала багато матеріалів із проблем новгородського зодчества. Крім того, особливу цінність становлять матеріали з архітектури Старої Русси. Вона була головною фахівчинею з цієї теми, якій присвятила понад десять років.
1996 року в складі групи новгородських реставраторів (Л. Є. Краснорєч'єв, Г. М. Штендер, Л. М. Шуляк, Г. П. Липатов, М. О. Микільський, В. Ф. Платонов, Є. А. Стрижов) за відродження міського ансамблю Великого Новгорода як результат відновлення та реставрації архітектурних пам'яток XII—XVII століть м. Новгорода та його околиць (рос. за возрождение городского ансамбля Великого Новгорода как результат восстановления и реставрации памятников архитектуры XII—XVII веков г. Новгорода и его окрестностей) була відзначена Державною премією Російської Федерації (посмертно).
1976 року Гладенко вийшла на пенсію, проте продовжувала консультувати колег та виконувати окремі важливі роботи.
Померла 24 серпня 1991 року, похована на Західному цвинтарі Великого Новгорода.

## Список робіт

### У Новгороді
- 1951—1953 — церква Івана на Опоках[ru](XVI століття). Дослідження, відновлення. часткова реставрація.
- 1952—1955 — церква Климента[ru] (XVI століття). Дослідження, обміри. Проєкт реставрації та реконструкції.
- 1953—1955 — церква Прокопія[ru] на Ярославовому дворищі[ru] (XVI століття). Дослідження, обміри. Проєкт реставрації.
- 1955—1956 — церква Успіння на Торгу[ru] (XV століття). Дослідження, обміри, часткова реставрація.
- 1957 — береговий корпус Антонієвого монастиря[ru] у Великому Новгороді. Реставраційні роботи.
- 1956—1968 — церква Жінок-Мироносиць[ru] на Ярославовому дворищі (XVI століття). Дослідження, обміри, Реставрація в первинних формах.
- 1956—1958 — казначейські та настоятельські келії Антонієвого монастиря. Дослідження, обміри, проєкт реставрації.
- 1956—1960 — церква Трійці Духового монастиря[ru] (XVI століття). Дослідження та реставрація основного об'єму.
- 1961—1965 — Володимирський собор Сиркового монастиря[ru] біля Новгорода. Дослідження та консервація.
- 1960—1971 — церква Бориса і Гліба в Плотниках[ru] (XVI століття). Дослідження і реставрація притвору і ґанків.
- 1971—1972 — східний корпус та східна стіна Юр'євського монастиря[ru]. Дослідження, обміри та реставрація.
- 1972—1974 — церква Георгія на Торгу[ru] (XVII—XVIII століття). Дослідження, реставрація з пристосуванням.

### У Старій Руссі
- 1961—1968 — собор Спасо-Преображенського монастиря[ru]. Дослідження та реставрація із пристосуванням під музей.
- 1961—1968 — дзвіниця Спасо-Преображенського монастиря. Дослідження та реставрація.
- 1961—1968 — Різдвяна церква Спасо-Преображенського монастиря. Дослідження та реставрація.
- 1961—1968 — Стрітенська церква Спасо-Преображенського монастиря. Дослідження та реставрація.
- 1961—1968 — трапезна Спасо-Преображенського монастиря. Дослідження та реставрація.
- 1965—1967 — Георгіївська церква. Дослідження та реставрація.
- 1965—1967 — Благовіщенська церква. Дослідження та реставрація.
- 1968—1974 — церква Трійці[ru]. Дослідження та реставрація.

## Публікації
- Церковь Жён Мироносиц в Новгороде. Материалы и исследования // Архив архитектуры. Вып. XVII. — М.,1955.
- Церковь Иоанна на Опоках. — Новгород, 1959.
- Архитектура Новгорода в свете последних исследований // Новгород. К 1100-летию города. — М., 1964. С.183—263. (в соавторстве Л. Е. Красноречьев, Г. М. Штендер, Л. М. Шуляк).

## Нагороди
- Державна премія Російської Федерації (1996; посмертно) за відродження міського ансамблю Великого Новгорода як результат відновлення та реставрації пам'яток архітектури XII—XVII століть м. Новгорода та його околиць;
- медаль «За доблесну працю у Великій Вітчизняній війні 1941—1945 років» (1945);
- медаль «За доблесну працю» (1970);
- нагородний знак Міністерства культури СРСР «За відмінну роботу» (1970);
- Орден Трудового Червоного Прапора (1971).